# 弗朗茨·沃克斯曼
弗朗茨·沃克斯曼（Franz Waxman，或者拚為Wachsmann；1906年12月24日—1967年2月24日），德裔美国犹太作曲家，电影配乐作曲家，指挥家。
他知名的作品是根据比才歌剧《卡门》改编的《卡門幻想曲》（1946年），和他为《日落大道》等影片谱写的配乐（1950年）。他12次获得奥斯卡最佳原创音乐奖提名，2次获奖（《日落大道》、《郎心如鐵》）。他一生曾为超過150部电影写过配乐，此外也有一些傳統音樂作品。2005年，《日落大道》配乐被列入《AFI百年百大电影配乐》。

## 生平

### 早年
沃克斯曼1906年生于柯尼希斯胡特（Königshütte，今波兰霍茹夫），3歲時被沸水傷及雙眼，對視力造成了永久的傷害。少年时代学习过6年钢琴，但是不得不尊重父亲意愿进入一家银行工作，在那里做过2年出纳。之后他离开银行，前往德累斯顿，進入音樂院就讀，學習作曲和指揮。然后又到柏林，继续学习音乐创作，晚间则在一家爵士音乐俱乐部弹钢琴，以換取學費:35。此時沃克斯曼結識了弗里德里希·霍兰德，後者引介他與大指揮家布鲁诺·瓦尔特見面:35。
1930年他为德国导演约瑟夫·冯·斯登堡的电影《藍天使》（Der blaue Engel）写音乐配器，从此小有名气。1933年纳粹上台之后，沃克斯曼迁移到法国以逃避迫害:35，在巴黎他为弗里茨·朗导演的法语版《利力姆》（Liliom）配乐。1935年他又迁到美国。

### 在美時期
配樂工作與洛杉磯音樂節
1935年，导演詹姆斯·惠尔邀请他为《科學怪人的新娘》（Bride of Frankenstein）一片配乐，这是他在美国第一部电影音乐作品，評價十分好，之後沃克斯曼獲聘於环球影业音樂部門:36。不過，因為對於作曲本身的興趣大於音樂導演的緣故，1936年他離開環球，成為米高梅的專屬作曲人:96。1940年的《蝴蝶梦》使他聲名大噪，被視為沃氏在此類型（驚悚題材）電影配樂的代表之作:102:59。這也是他與大卫·O·塞尔兹尼克的首次合作，在後者的資助之下，《蝴蝶夢》的配樂得以使用大型管弦樂團，豐富了音樂效果:60:102。
1943年，沃克斯曼轉往华纳，與作曲家史坦納、康果爾德共事。這時的作品有《史格芬顿先生》（1944年）、《反攻緬甸》（1945年）等。在《緬甸》當中，運用了賦格對位的作曲技法，這成為沃氏的標誌。
1947年組建了「洛杉磯音樂節」（Los Angeles Music Festival），親自擔任音樂總監與指揮:95。他的目標是將美國電影音樂工業的標準「提升至歐洲的文化水平」:36。節慶期間，也會安排當代作曲家如斯特拉文斯基、罗饶的作品，後者的小提琴協奏曲便是由沃氏指揮演出:35。
戰後
沃克斯曼大約在1947年附近離開華納，此後以接案作曲為主:36。在《電話驚魂》（1948年）當中，使用了古老的帕薩卡利亞舞曲，足見沃克斯曼善於將傳統音樂，以及鮮為人知的文化元素使用在配樂上:99:101。1950年的《日落大道》迎回了一座奥斯卡奖。據指出，這部配樂作品受到理查德·施特劳斯《莎樂美》的影響甚多:101。翌年，再以《郎心如鐵》連掄奧斯卡獎。在電影配樂的成就登峰造極的此時，沃克斯曼漸漸將作曲重心移轉到嚴肅音樂上。弦樂與定音鼓的小交響曲（1955年）、神劇《約書亞》（Joshua，1959年）都在這個時期完成:96。《約書亞》是沃克斯曼為紀念亡妻所作，其繁複的格式手法，可說是作曲家在五〇年代的最大特色:37。

### 晚年
雖然作曲量減少，沃克斯曼的晚年名聲仍然穩固:97。除《戰國群雄》的配樂外，也為電視製作寫作，例如CBS的《荒野大鏢客》（1966年）。電影《泰雷津之歌》（The Song of Terezín，1964－5年）的主題，則是以泰雷津集中营的囚童為背景，所寫作的詩作:96。沃氏對猶太議題的關注，固然是出於自己的出身，而這一創作特點在《泰雷津》可說最為顯著。《泰雷津》使用了混聲合唱、童聲合唱與管弦樂團，另置一位女高音獨唱，編制上相當可觀。
1967年2月，沃克斯曼因癌症惡化而病逝:97。

## 個人生活
沃克斯曼育有獨子約翰（John），約翰則有一子約許（Josh）、一女愛麗絲（Alyce）。約許則有三名子女：安德魯（Andrew）、克里斯多福（Christopher）、葛雷思（Grace）。

## 外部連結
- 官方网站
- 弗朗茨·沃克斯曼在互联网电影资料库（IMDb）上的資料（英文）